# СІЗО СБУ
СІЗО СБУ (слідчий ізолятор Служби безпеки України) — установи для тимчасового утримування осіб в структурі СБУ. Існували до 2003 року. 
В 2003 році СІЗО СБУ були реформовані в ізолятори тимчасового тримання (ІТТ) СБУ, які стали структурними підрозділами Відділу забезпечення досудового слідства Центрального управління СБУ. Реорганізація та правовий статус ізоляторів тимчасового тримання СБУ викликали і викликають критику. В медійному просторі ІТТ СБУ часто називають СІЗО СБУ.
ІТТ СБУ функціюють при кожному регіональному управлінні Служби. Найбільші — у Києві, Одесі та Харкові.
В лютому 2018 міжнародна організація Amnesty International зазначила, що розслідування щодо «таємних тюрем» українських спецслужб не досягло жодного прогресу.